# Ekaterina Lisina
Ekaterina Viktorovna Lisina (en russe : Екатерина Викторовна Лисина – transcription française : Iekaterina Viktorovna Lissina) née le 15 octobre 1987 à Penza (Union soviétique), est une joueuse russe de basket-ball. Elle évolue au poste de pivot.
Lisina détient plusieurs records du monde, le record pour être la femme avec les plus longues jambes du monde (1m32), et le record de la plus grande top modèle du monde. Elle entre dans le Guinness World Records 2018. Elle a également été officiellement reconnue comme étant la femme avec les plus grands pieds de Russie (elle chausse du 47).

## Palmarès
- Troisième des Jeux olympiques 2008
- Finaliste du championnat du monde 2006
- Finaliste du championnat d'Europe 2005
- Vainqueur du championnat d'Europe 2007
- Vainqueur de l'Euroligue 2007 et 2010